# Stian Hole
Stian Hole (ur. 20 marca 1969) – norweski grafik, ilustrator i autor książek dla dzieci. 

## Życiorys[2]
Hole dorastał w Hokksund, na wschód od Drammen. Ukończył Statens håndverks- og kunstindustriskole w Oslo. 
Jako grafik Stian Hole zajmował się opakowaniami, identyfikacją graficzną firm, logo, typografią, znaczkami pocztowymi i książkami, zwłaszcza okładkami, w tym do powieści Larsa Saabye Christensena, Josteina Gaardera i Jana Guillou.
Zadebiutował jako pisarz w 2005 roku książką Den gamle mannen og hvalen, za którą otrzymał nagrodę Rady Kultury dla najlepszego debiutu. W kolejnym roku wydał Lato Garmanna, uhonorowane nagrodą Brageprisen w kategorii książki dla dzieci. Stian Hole otrzymał również nagrody za swoje prace graficzne. Jego książki ilustrowane są kolażami wykonanymi za pomocą photoshopa.
Twórczość pisarza została przetłumaczona na wiele języków, także na polski.
Stian Hole mieszka i pracuje w Oslo.

## Książki[1]
- 2005: Den gamle mannen og hvalen, książka ilustrowana
- 2006: Garmanns sommer, książka ilustrowana (wydanie polskie: Lato Garmanna)
- 2008: Garmanns gate, książka ilustrowana (wydanie polskie: Ulica Garmanna)
- 2010: Garmanns hemmelighet, książka ilustrowana
- 2013: Annas himmel, książka ilustrowana
- 2015: Morkels alfabet, książka ilustrowana, Cappelen Damm